# فرودگاه شیبه
فرودگاه شیبه (به انگلیسی: Shaybah Airport) یک فرودگاه خصوصی است که یک باند فرود آسفالت دارد و طول باند آن ۲۴۴۰ متر است. این فرودگاه در شهر شیبه کشور عربستان سعودی قرار دارد و در ارتفاع ۸۰ متری از سطح دریا واقع شده است.